# Kookprogramma
Een kookprogramma is een televisieprogramma waarin de bereiding van voedsel centraal staat. De presentator/gastheer is vaak een flamboyante beroemde kok die gedurende de uitzending een of meer gerechten klaarmaakt, en de bereidingswijze in beeld brengt. Waar kookprogramma's aanvankelijk vooral een educatief doel hadden, evolueerden deze vanaf de jaren 90 steeds meer naar entertainmentprogramma's, waarbij het aspecten koken werd gecombineerd met show-, spel- en kwiselementen.
Hoewel kookprogramma's zelden topkijkcijfers scoren zijn ze een vast onderdeel van de Amerikaanse dagtelevisie sinds de begintijden van televisie. Ze zijn in het algemeen tegen weinig kosten te produceren.

## Kookprogramma's

### Belgische kookprogramma's
- 1000 Seconden
- Dagelijkse kost
- De Beste Hobbykok van Vlaanderen, een realityprogramma
- De snelle hap
- Gentse Waterzooi
- Goe Gebakken
- Keukenrebellen
- Komen Eten, waarbij amateurkoks eten bereiden
- Krokant
- Kwizien
- Masterchef
- MondFol
- Plat préféré
- SOS Piet

### Engelse kookprogramma's
- Ready Steady Cook
- Gordon Ramsay: Gedonder in de Keuken

### Nederlandse kookprogramma's
- 1000 Seconden
- Born2cook
- Go Go, Kosher!
- Hermans Helden
- Herrie Gezocht
- Koken met Sterren
- Kookgek
- Kook TV
- Life & Cooking
- MasterChef (Nederland)
- Over de Kook
- Smaken verschillen
- The Taste Of Life
- Topchef
- Wie is de Chef?
- Wining & Dining
- Heel Holland Bakt
- koken met van boven